# Fred Waller
Frederic „Fred“ Waller (* 10. März 1886 in Brooklyn, New York City, Vereinigte Staaten; † 18. Mai 1954 in Huntington) war ein US-amerikanischer Erfinder, Kurzfilm-Regisseur und -Produzent, Kameramann sowie ein Oscar-Preisträger.

## Leben
Waller hatte sich nach seiner Ausbildung an der New York University Tandon School of Engineering viele Jahre lang als Erfinder betätigt. Zu seinen bekanntesten Entwicklungen bzw. Weiterentwicklungen zählen 1925 der Wasserski (Patent auf sein Design) bzw. zwei Jahrzehnte später der so genannte Waller Flexible Gunnery Trainer, eine Geschütz-Trainingseinheit. An dem Entstehen der New Yorker Weltausstellung 1939/40 war Waller in der Position eines Leiters für Sonderprojekte (auch Beteiligung an der Ausstellungsattraktion „Perisphere“) ebenfalls beteiligt. Weitere Waller-Projekte und Umsetzungen umfassen eine fotometrische Kamera und eine Fernaufzeichnung für sich verändernde Windrichtungen. Waller besaß auf seine Erfindungen zahlreiche Patente.
Kurz nach dem Ende des Ersten Weltkriegs, also noch zu Stummfilmzeiten, stieß Frederic Waller zum Film. Anfang der 1920 beschränkten sich seine Kontributionen auf künstlerisch gestaltete Filmtitel (unter anderem bei The Restless Sex, Buried Treasures, Modern Matrimony). 1923 übernahm er die technische Leitung zu dem Streifen Youthful Cheaters, 1926 entwarf Waller in seiner Funktion als Chef der Trickfilmabteilung von Paramount Pictures die Filmminiaturen zu dem groß angelegten Drama Lord Satans (The Sorrows of Satan). Zwischen 1922 und 1923 wirkte er auch als Kameramann und Produzent (unter anderem bei The Cradle Buster, Second Fiddle und der F.-Scott-Fitzgerald-Verfilmung Grit mit Clara Bow), meist unter dem Signum Fred Waller junior. Zwischen 1933 und 1937 inszenierte Frederic Waller eine Fülle von kurzen Musikdokumentationen für seinen Arbeitgeber Paramount, in deren Mittelpunkt renommierte Jazz- und Orchester-Musiker wie Duke Ellington, Johnny Green, Edward Paul, Ferde Grofé und Cab Calloway standen. Anschließend wirkte Waller lediglich 1941 als Produzent weiterer Kurzfilme. Anschließend verließ er den Bereich aktiver Filmherstellung.
Fred Waller war in Zusammenarbeit mit mehreren Filmkollegen der Twentieth Century Fox an der Entstehung der CinemaScope-Technik beteiligt. Für diese Leistung erhielt Fred Waller unmittelbar vor seinem Tode gemeinsam mit dem Franzosen Henri Chrétien und seinen Centfox-Kollegen Lorin Grignon, Sol Halprin, Earl Sponer, Herbert Bragg und Carl Faulkner einen Technik-Oscar.

## Filmografie (Auswahl)
als Regisseur kurzer Musikdokumentationen, wenn nicht anders angegeben:
- 1933: A Bundle of Bues (auch Produktion)
- 1934: Underneath the Broadway Moon
- 1934: Ladies That Play (auch Produktion)
- 1935: Feminine Rhythm
- 1935: Broadway Highlights No. 1 (auch Produktion)
- 1935: The Magic of Music (auch Produktion)
- 1935: Radio Rhapsody (auch Produktion)
- 1935: Melody Magic
- 1935: Follow the Leader
- 1936: Moscow Moods
- 1936: Breezy Rhythm
- 1936: Midnight Melodies (auch Produktion)
- 1936: Musical Charmers
- 1937: Swing Hutton Swing
- 1937: Yankee Doodle Rhapsody
- 1941: Listen to the Mockingbird (nur Produktion)
- 1941: The Old Apple Tree (nur Produktion)
- 1941: Honeysuckle Rose (nur Produktion)